# Heartbeat (serial telewizyjny 2016)
Heartbeat – amerykański serial telewizyjny (dramat medyczny) wyprodukowany przez P.D. Oliver Inc oraz Universal Television. Serial jest adaptacją książki Heart Matters autorstwa Kathy Magliato. Autorką scenariusza jest Jill Gordon. Serial jest emitowany od 23 marca 2016 roku przez NBC.
Premiera serialu była zaplanowana na jesień 2015 roku przez NBC, ale w związku z ciążą odtwórczyni głównej roli Melissy George została przeniesiona na marzec 2016 roku. Jeszcze przed emisją serialu stacja NBC zmieniła tytuł serialu z Heartbreaker na Heartbeat. 13 maja 2016 roku stacja NBC postanowiła zakończyć produkcję serialu po jednym sezonie.

## Fabuła
Serial skupia się na życiu osobistym i pracy Alex Panttiere, która jest chirurgiem zajmującym się transplantacjami serca. Lekarka stara się pogodzić pracę z życiem prywatnym.

## Obsada
- Melissa George jako dr Alex Panttiere, kardio- i torakochirurg[6]
- Dave Annable jako Pierson "Pierce" Harris, chirurg[6]
- Don Hany jako dr Jessie Shane, nowy szef chirurgii
- Shelley Conn jako Millicent Newbauer, dyrektor szpitala
- D.L. Hughley jako dr Hackett, psychiatra[7]
- Jamie Kennedy jako dr Callahan, chirurg[8]
- Maya Erskine jako Gi-Sung, pielęgniarka[9]
- J. Louis Mills jako dr Forester[10]
- Joshua Leonard jako Max, były mąż Alex[11]

## Odcinki
| Sezon | Sezon | Odcinki | Oryginalna emisja | Oryginalna emisja | Oryginalna emisja | Oryginalna emisja | Oryginalna emisja |
| Sezon | Sezon | Odcinki | Premiera sezonu   | Finał sezonu      | Premiera sezonu   | Finał sezonu      |                   |
| ----- | ----- | ------- | ----------------- | ----------------- | ----------------- | ----------------- | ----------------- |
|       | 1     | 10      | 22 marca 2016     | 25 maja 2016      | brak danych       | brak danych       |                   |

### Sezon 1 (2016)
| #  | Tytuł                            | Reżyseria             | Scenariusz                                                        | Premiera NBC     | Premiera     |
| -- | -------------------------------- | --------------------- | ----------------------------------------------------------------- | ---------------- | ------------ |
| 1  | Pilot                            | Robert Duncan McNeill | Jill Gordon                                                       | 22 marca 2016    | nieemitowany |
| 2  | Twins                            | Allison Liddi-Brown   | Jill Gordon                                                       | 23 marca 2016    | nieemitowany |
| 3  | Backwards                        | Reginald Hudlin       | Jill Gordon                                                       | 30 marca 2016    | nieemitowany |
| 4  | 100,000 Heartbeats               | Helen Shaver          | Mark B. Perry                                                     | 6 kwietnia 2016  | nieemitowany |
| 5  | The Land of Normal               | Allison Liddi-Brown   | Jennifer Cecil                                                    | 20 kwietnia 2016 | nieemitowany |
| 6  | The Inverse                      | Liz Friendlander      | Lynn Sternberger                                                  | 27 kwietnia 2016 | nieemitowany |
| 7  | Permanent Glitter                | Allison Liddi-Brown   | Mike Lyons                                                        | 4 maja 2016      | nieemitowany |
| 8  | Match Game                       | Ed Ornelas            | Cindy Appel                                                       | 11 maja 2016     | nieemitowany |
| 9  | Sanctuary                        | Sarah Pia Anderson    | Cindy Appel, Mike Lyons                                           | 18 maja 2016     | nieemitowany |
| 10 | What Happens in Vegas... Happens | Allison Liddi-Brown   | Yolonda Lawrence, Lynn Sternberger, Jill Gordon, Yolonda Lawrence | 25 maja 2016     | nieemitowany |

## Produkcja
24 stycznia 2015, stacja NBC zamówiła pilotowy odcinek serialu. 1 maja 2015 roku, stacja NBC zamówiła pierwszy sezon serialu Heartbreakers na sezon telewizyjny 2015/2016.